# Sarah Höfflinová
Sarah Höfflinová (* 8. ledna 1991 Ženeva) je švýcarská akrobatická lyžařka, která závodí v big airu a slopestylu.
Na olympijských hrách v Pchjongčchangu roku 2018 vyhrála závod v slopestylu. V big airu vyhrála v roce 2018 X Games. Jejím nejlepším výsledkem na mistrovství světa bylo dvakrát čtvrté místo v roce 2017 a 2019, v obou případech v slopestylu. Ve světovém poháru dvakrát vyhrála křišťálový glóbus za celkové slopestylové vítězství (2017, 2020), jednou byla druhá (2019), jednou třetí (2021). V seriálu světového poháru vyhrála tři závody, 12krát stála na stupních vítězů. Mezi 12 a 22 lety žila v Británii, kde vystudovala neurovědy na Cardiffské univerzitě. Svému sportu se začala věnovat až ve svých dvaceti letech.